# Vitstjärtad törntyrann
Vitstjärtad törntyrann (Agriornis albicauda) är en fågel i familjen tyranner inom ordningen tättingar.

## Utseende
Vitstjärtad törntyrann är en stor (25 cm) gråbrun tyrann. Ovansidan är mörkt gråbrun, på vingarna än mörkare. På huvudet syns ett otydligt ljust ögonbrynsstreck och en kraftig mörk näbb. Strupen är vit med kraftiga svarta streck. Bröstet är ljust gråbrunt, liksom flankerna, medan buken är ljus i mitten. Stjärten är vit förutom mörkt gråbruna centrala stjärtpennorn. Liknande svartnäbbad törntyrann är något mindre, med mindre tydlig streckning på strupen och mycket tunnare näbb.

## Utbredning och systematik
Vitstjärtad törntyrann delas upp i två underarter med följande utbredning:
- Agriornis albicauda pollens – Anderna i Ecuador (i norr till Imbabura)
- Agriornis albicauda albicauda – Anderna från Peru till västra Bolivia, norra Chile och nordvästra Argentina

## Status och hot
Vitstjärtad törntyrann har en liten världspopulation bestående av uppskattningsvis endast 1 500–7 000 vuxna individer. Den tros också minska i antal. Den är därför upptagen på internationella naturvårdsunionen IUCN:s röda lista över hotade arter, kategoriserad som sårbar (VU).